# Habenaria lecardii
Habenaria lecardii är en orkidéart som beskrevs av Friedrich Fritz Wilhelm Ludwig Kraenzlin. Habenaria lecardii ingår i släktet Habenaria och familjen orkidéer. Inga underarter finns listade i Catalogue of Life.